# Grzędzki Potok
Grzędzki Potok – potok, lewy dopływ Leska o długości 7,88 km.
Potok płynie w Sudetach Środkowych, w Górach Kamiennych. Przepływa przez Grzędy i Czarny Bór.